# Náboženské trauma
Jako náboženské trauma jsou popisovány psychické obtíže způsobené, vyvolané či související s náboženským prožíváním, náboženskou praxí, mezilidskými vztahy v náboženských komunitách a podobně.
Mezi náboženské trauma může patřit například psychická reakce na náboženskou výchovu, symptomy přerůstající až v PTSD, související s vysokou mírou kontroly v náboženském životě rodiny, prostředím náboženské moci a ovládání, sexuálním zneužíváním či naopak vysokou mírou kultury cudnosti. I v následném osobním životě se pak mohou objevit problémy psychické i změny ve vlastním životě víry, které odborní psychoterapeuti hodnotí jako nedůvěru vůči Bohu aj.
Jak uvádí v Dingiru 2/2022 český religionista Zdeněk Vojtíšek, 
| „                 | Není tak důležité, odkud autorita pochází: zda je moc pachatele legitimována tím, že je rodičem, učitelem, odborníkem (třeba lékařem), trenérem, oddílovým vedoucím, knězem nebo duchovním vůdcem. Důležité je, že je legitimní. | “ |
| — Zdeněk Vojtíšek | |   |

Teolog David Novák připomíná zneužití moci plynoucí z postavení náboženské hierarchie, nepopiratelné role např. duchovního. Zde hovoří o možnosti zneužití kázání, proroctví nebo zpovědi. Z toho zároveň vyplývá, že tato tematika se netýká pouze nových náboženských hnutí. Americká psychoterapeutka Laura Anderson se věnuje zkoumání zejména v evangelikálních kruzích.